# Kodeks 0221
Kodeks 0221 (Gregory-Aland no. 0221) – grecki kodeks uncjalny Nowego Testamentu na pergaminie, paleograficznie datowany na IV wiek. Do naszych czasów zachował się jedynie fragment jednej karty kodeksu. Jest przechowywany w Wiedniu. Jest cytowany w krytycznych wydaniach greckiego Nowego Testamentu.

## Opis
Zachował się fragment jednej karty, z tekstem Listu do Rzymian (5,16-17.19.21-6,3). Oryginalne karty kodeksu miały rozmiar 18 na 16 cm, zachowany fragment ma rozmiary 6,1 na 6,0 cm. Pergamin ma barwę ciemno-brunatną.
Tekst był pisany dwiema kolumnami na stronę, po 20 linijek w kolumnie, około 10 liter w linijce. Litery są niewielkie, o regularnych kształtach i są charakterystyczne dla biblijnej uncjały. Litery epsilon, omikron oraz sigma mają okrągłe kształty; omega oraz phi są nadzwyczaj wielkie. Według Porterów zachodzi kilka paleograficznych podobieństw do Kodeksu Aleksandryjskiego (V wiek).
Nomina sacra (imiona święte) zapisywane są skrótami. Stosuje interpunkcję, przydechy, nie ma dierezy, ani ioty adscriptum.

## Tekst
Fragment reprezentuje mieszaną tradycję tekstualną. Kurt Aland zaklasyfikował go do kategorii III, co oznacza, że jest ważny dla poznania historii tekstu Nowego Testamentu.
W Rz 5,17 stosuje formę βασιλευσουσι bez końcowego ν (w rekonstrukcji dokonanej przez Petera Sanza ν końcowe występuje). Wariant nie został odnotowany w 27 wydaniu Nestle-Alanda (NA27), ma on jedynie znaczenie gramatyczne.

## Historia
Peter Sanz był zdania, że rękopis jest starszy od Kodeksu Synajskiego (IV wiek) a młodszy od Kodeksu Watykańskiego (IV wiek). Za datą tą opowiadają się również i inni paleografowie. Rękopis datowany jest przez INTF na IV wiek .
Przypuszcza się, że fragment powstał w Egipcie. Klaas Worp, z Lejdy, uważa, że został znaleziony w Fajum. Porterowie są jednak ostrożniejsi i podają, że miejsce, z którego pochodzi fragment jest nieznane.
Na listę rękopisów Nowego Testamentu wciągnął go Kurt Aland w 1953 roku, oznaczając go przy pomocy siglum 0221.
Transkrypcję tekstu opublikował Peter Sanz w 1946 oraz Porterowie w 2008 roku. Odczyt Porterów w kilku miejscach różni się od odczytu Sanza. Fragment był badany ponadto przez włoskiego paleografa Guglielmo Cavallo, który opublikował jego faksymile.
Fragment jest cytowany w krytycznych wydaniach greckiego Nowego Testamentu. Po raz pierwszy został wykorzystany w 26 wydaniu Nestle-Alanda (NA26). W NA27 został zaliczony do rękopisów cytowanych w pierwszej kolejności.
Rękopis przechowywany jest w Austriackiej Bibliotece Narodowej (Pap. G. 19890) w Wiedniu .